# Igor Gourinovitch
Igor Nikolaïévitch Gourinovitch (en russe : Игорь Николаевич Гуринович) ou Ihar Mikalaïévitch Hourynovitch (en biélorusse : Iгар Мікалаевіч Гурыновiч), né le 5 mars 1960 à Minsk, est un footballeur international soviétique puis biélorusse reconverti par la suite comme entraîneur.
Il passe ses premières années de joueur au Dinamo Minsk, pour lequel il évolue de 1978 à 1990 et où il remporte notamment le championnat soviétique en 1982. Cette période le voit également être appelé plusieurs fois dans les équipes de jeunes de la sélection soviétique, avec qui il est finaliste de la Coupe du monde des moins de 20 ans en 1979 avant de remporter le championnat d'Europe espoirs en 1980. Il joue de plus un match avec la sélection A en 1984.
Après son départ de Minsk, il enchaîne les brefs passages au sein d'équipes biélorusses et étrangères jusqu'à sa retraite sportive en 1996 à l'âge de 36 ans. Il porte également les couleurs de la sélection biélorusse à trois reprises entre 1994 et 1995.
Il est par la suite entraîneur pour le club du Biaroza-2010 (en) de 2010 à 2011 puis en 2013 avant de devenir recruteur pour le Dinamo Minsk puis le Torpedo Jodzina.

## Biographie

### Carrière en club

#### Passage au Dinamo Minsk (1976-1990)
Né et formé à Minsk, Igor Gourinovitch intègre à partir de 1976 les rangs du Dinamo Minsk avec qui il fait ses débuts professionnels en deuxième division soviétique lors de la saison 1978 à l'âge de 18 ans. Il dispute cette année-là 28 rencontres et marque deux buts tandis que le Dinamo accède à la promotion en fin d'exercice.
Évoluant par la suite sous les couleurs du club jusqu'en 1990, avec l'exception d'un bref passage au Lokomotiv Moscou en début d'année 1989, Gourinovitch cumule ainsi 292 matchs joués pour 66 buts inscrits sous les couleurs du Dinamo en l'espace de treize saisons. Il prend ainsi part à la victoire des siens en championnat lors de la saison 1982, étant cette année-là le meilleur buteur de l'équipe avec treize buts et finissant cinquième au classement des buteurs. Il réalise sa saison la plus prolifique l'année suivante en atteignant la barre des dix-sept buts, finissant deuxième meilleur buteur du championnat à une unité de Youri Gavrilov. Il subit durant la fin de cette dernière saison une grave blessure qui l'éloigne des terrains pour une grande partie de l'exercice 1984 et l'handicape par la suite fortement durant la deuxième moitié des années 1980, durant laquelle il apparaît de manière irrégulière en raison de multiples rechutes,.
Il joue également sept matchs dans les compétitions européennes, dont trois dans la Coupe des clubs champions 1983-1984 dans laquelle il marque un but contre le Dinamo Bucarest en quarts de finale. Il dispute par la suite la Coupe UEFA en fin d'année 1988 dans laquelle il prend part à quatre matchs pour un but marqué face au Victoria Bucarest au deuxième tour.

#### Fin de carrière entre la Biélorussie et l'étranger (1991-1999)
Il quitte finalement l'Union soviétique au mois d'octobre 1990 pour rallier le club anglais de Brighton & Hove Albion, où il dispute cinq rencontres et marque deux buts avant de s'en aller après six mois par n'ayant pas pu obtenir un visa de travail. Après avoir passé la première moitié de l'année 1991 au Dinamo Brest, Gourinovitch s'en va pour le APEP Pitsilia en deuxième division chypriote où il marque notamment dix buts en 20 matchs mais doit s'en aller après la mise en place de restrictions contre les joueurs étrangers.
Après un bref passage en Pologne au ŁKS Łódź, il rejoint le Veres Rivne pour la fin d'année 1992 avant de passer par l'équipe biélorusse du Torpedo Minsk en 1993. Il part au deuxième semestre 1993 pour l'Espagne où il intègre le CD Castellón en deuxième division jusqu'en janvier 1994 avant de s'en aller après la mise en faillite du club. Il passe ensuite brièvement par l'Ataka-Aura Minsk avant de rejoindre l'équipe autrichienne du LASK Linz en début d'année 1995 pour le reste de l'exercice 1994-1995. À l'été 1995, Gourinovitch rentre définitivement en Biélorussie et évolue par la suite pour l'Ataka-Aura Minsk entre 1995 et 1996 avant d'arrêter le football professionnel à l'âge de 36 ans. Il pratique par la suite au futsal au sein de petits clubs locaux et effectue même un très bref retour dans le football professionnel en 1999 sous les couleurs du Darida Stowbtsy dans la troisième division biélorusse.

### Carrière internationale
Durant ses premières années, Gourinovitch est régulièrement appelé au sein des équipes de jeunes de la sélection soviétique. Il prend ainsi part en 1979 à la Coupe du monde des moins de 20 ans, où les siens sont battus en finale par l'Argentine, puis l'année suivante à l'Euro espoirs d'où les Soviétiques ressortent cette fois vainqueurs.
Il dispute un match sous les couleurs de la sélection olympique le 9 juillet 1983 face à la Hongrie avant de connaître sa seule et unique sélection avec l'équipe A le 28 mars 1984 lors d'un match amical contre l'Allemagne de l'Ouest, à chaque fois sous les ordres d'Eduard Malofeev.
Devenu biélorusse après la disparition de l'Union soviétique en fin d'année 1991, Gourinovitch est appelé par trois fois avec la sélection de Biélorussie de Sergueï Borovski entre novembre 1994 et avril 1995 dans le cadre des éliminatoires de l'Euro 1996, étant buteur contre la République tchèque le 29 mars 1995 mais ne pouvant empêcher la défaite des siens (2-4).

### Carrière d'entraîneur
Se reconvertissant comme entraîneur, Gourinovitch prend la tête du Biaroza-2010 (en) en début d'année 2010 et dirige l'équipe pendant deux ans, l'amenant successivement à la sixième puis à la deuxième place de la troisième division biélorusse, ce dernier classement lui permettant de monter en deuxième division. Il occupe ensuite un poste de recruteur au Dinamo Minsk durant l'année 2012 avant de revenir à Biaroza au début de 2013. Il s'en va à nouveau au mois d'août 2013 pour reprendre son poste de recruteur au Dinamo Minsk. Entre janvier 2016 et août 2018, il combine cette responsabilité avec un rôle d'entraîneur assistant au sein de l'équipe première sous les ordres successifs de Vuk Rašović (en), Sergueï Borovski et Sergueï Gurenko.
Après son départ de Minsk, il devient recruteur pour le Torpedo Jodzina à partir du mois de janvier 2020.

## Statistiques
| Saison                | Club                   | Championnat           | Championnat | Championnat | Coupe(s) nationale(s) | Coupe(s) nationale(s) | Compétition(s) continentale(s) | Compétition(s) continentale(s) | Compétition(s) continentale(s) | Total | Total |
| Saison                | Club                   | Division              | M.          | B.          | M.                    | B.                    | Comp.                          | M.                             | B.                             | M.    | B.    |
| 1978                  | Dinamo Minsk           | D2                    | 28          | 2           | 1                     | 0                     | -                              | -                              | -                              | 29    | 2     |
| 1979                  | Dinamo Minsk           | D1                    | 17          | 5           | 3                     | 0                     | -                              | -                              | -                              | 20    | 5     |
| 1980                  | Dinamo Minsk           | D1                    | 22          | 1           | 2                     | 0                     | -                              | -                              | -                              | 24    | 1     |
| 1981                  | Dinamo Minsk           | D1                    | 34          | 9           | 3                     | 2                     | -                              | -                              | -                              | 37    | 11    |
| 1982                  | Dinamo Minsk           | D1                    | 28          | 13          | 4                     | 1                     | -                              | -                              | -                              | 32    | 14    |
| 1983                  | Dinamo Minsk           | D1                    | 28          | 17          | 1                     | 0                     | C1                             | 1                              | 0                              | 30    | 17    |
| 1984                  | Dinamo Minsk           | D1                    | 5           | 2           | 3                     | 1                     | C1                             | 2                              | 1                              | 10    | 4     |
| 1985                  | Dinamo Minsk           | D1                    | 24          | 4           | 2                     | 0                     | -                              | -                              | -                              | 26    | 4     |
| 1986                  | Dinamo Minsk           | D1                    | 14          | 0           | 2                     | 0                     | -                              | -                              | -                              | 16    | 0     |
| 1987                  | Dinamo Minsk           | D1                    | 13          | 1           | 9                     | 0                     | -                              | -                              | -                              | 22    | 1     |
| 1988                  | Lokomotiv Moscou       | D1                    | 10          | 1           | 5                     | 1                     | -                              | -                              | -                              | 15    | 2     |
| 1988                  | Dinamo Minsk           | D1                    | 11          | 2           | 1                     | 0                     | C3                             | 4                              | 1                              | 16    | 3     |
| 1989                  | Dinamo Minsk           | D1                    | 8           | 1           | 6                     | 0                     | -                              | -                              | -                              | 14    | 1     |
| 1990                  | Dinamo Minsk           | D1                    | 11          | 1           | 5                     | 2                     | -                              | -                              | -                              | 16    | 3     |
| Sous-total            | Sous-total             | Sous-total            | 253         | 59          | 47                    | 7                     | -                              | 7                              | 2                              | 307   | 68    |
| 1990-1991             | Brighton & Hove Albion | D2                    | 4           | 1           | 1                     | 1                     | -                              | -                              | -                              | 5     | 2     |
| 1991                  | Dinamo Brest           | D3                    | 20          | 8           | -                     | -                     | -                              | -                              | -                              | 20    | 8     |
| 1991-1992             | APEP Pitsilia          | D2                    | 20          | 10          | -                     | -                     | -                              | -                              | -                              | 20    | 10    |
| 1992-1993             | ŁKS Łódź               | D1                    | 3           | 0           | -                     | -                     | -                              | -                              | -                              | 3     | 0     |
| 1992-1993             | Veres Rivne            | D1                    | 14          | 2           | 4                     | 1                     | -                              | -                              | -                              | 18    | 3     |
| 1992-1993             | Torpedo Minsk          | D1                    | 7           | 1           | -                     | -                     | -                              | -                              | -                              | 7     | 1     |
| 1993-1994             | Torpedo Minsk          | D1                    | 6           | 1           | 2                     | 1                     | -                              | -                              | -                              | 8     | 2     |
| 1993-1994             | CD Castellón           | D2                    | 11          | 0           | 2                     | 0                     | -                              | -                              | -                              | 13    | 0     |
| 1994-1995             | LASK Linz              | D1                    | 13          | 4           | -                     | -                     | -                              | -                              | -                              | 13    | 4     |
| 1995-1996             | LASK Linz              | D1                    | -           | -           | -                     | -                     | CI                             | 1                              | 0                              | 1     | 0     |
| 1995                  | Ataka-Aura Minsk       | D1                    | 10          | 5           | -                     | -                     | -                              | -                              | -                              | 10    | 5     |
| 1996                  | Ataka-Aura Minsk       | D1                    | 20          | 7           | -                     | -                     | CI                             | 4                              | 0                              | 24    | 7     |
| 1999                  | Darida Stowbtsy        | D3                    | 2           | 1           | -                     | -                     | -                              | -                              | -                              | 2     | 1     |
| Sous-total            | Sous-total             | Sous-total            | 130         | 40          | 9                     | 3                     | -                              | 5                              | 0                              | 144   | 43    |
| Total sur la carrière | Total sur la carrière  | Total sur la carrière | 383         | 99          | 56                    | 10                    | -                              | 12                             | 2                              | 451   | 111   |

## Palmarès de joueur
| Dinamo Minsk - Championnat d'Union soviétique (1) : - Champion : 1982. - Coupe d'Union soviétique : - Finaliste : 1987. - Coupe de la fédération soviétique : - Finaliste : 1989. | Union soviétique - Championnat d'Europe espoirs (1) : - Vainqueur : 1980. - Coupe du monde -20 ans : - Finaliste : 1979. |